# Christian Schrader (Politiker)
Christian Schrader (geboren 13. April 1854 in Goslar; gestorben 6. Juli 1932 in Hannover) war eine deutsche  Person der Arbeiterbewegung, Politiker (SPD) und Direktor des hannoverschen Arbeitsamtes.

## Leben

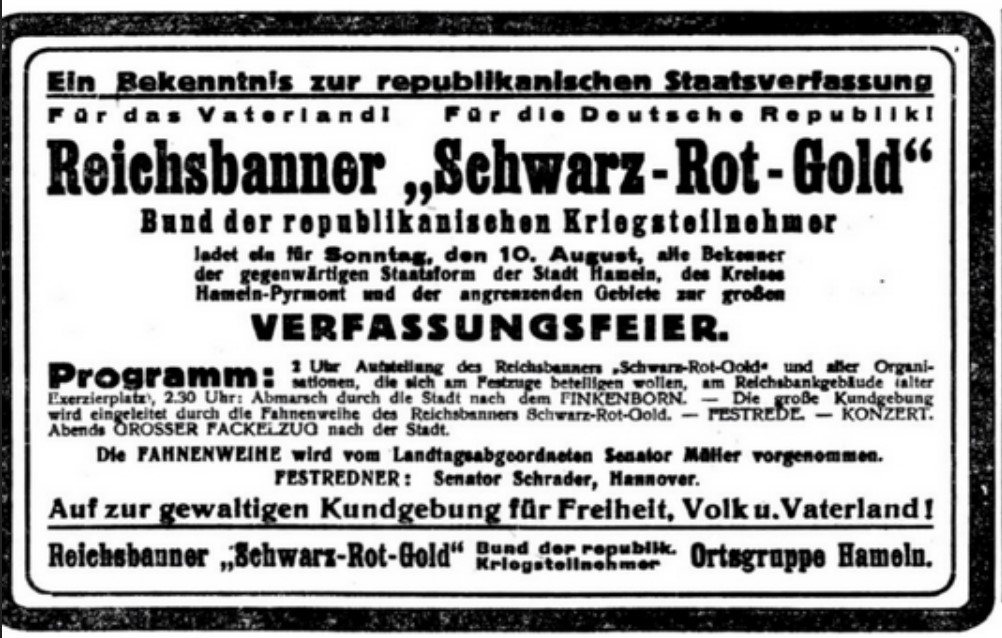
Aufruf Reichsbanner Schwarz-Rot-Gold zur Verfassungsfeier am 10. August 1924 in Hameln mit Fahnenweihe durch Karl Müller und Festredner Christian Schrader;
Deister- und Weserzeitung (DEWEZET) vom 9. August 1924

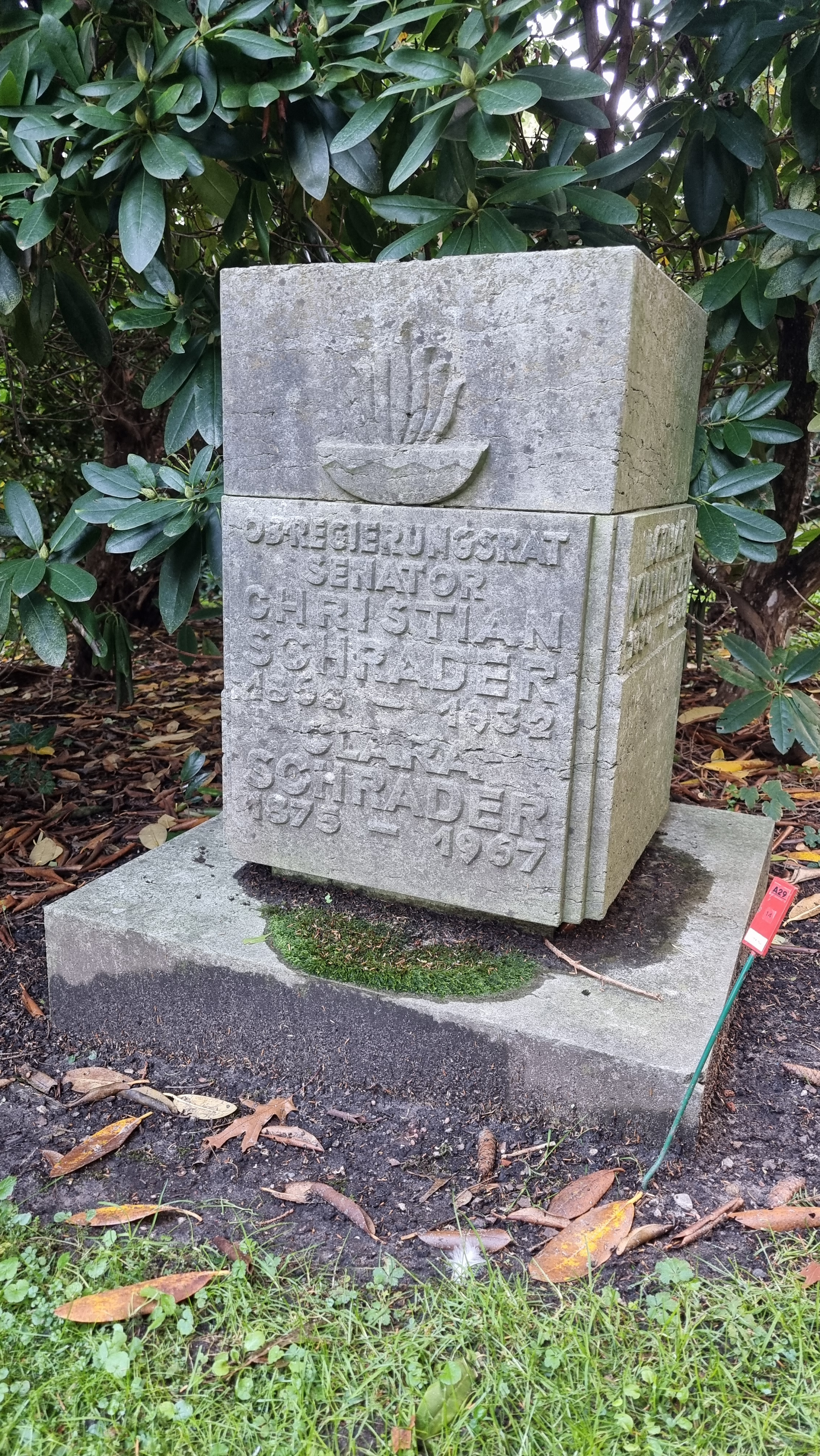
Familiengrab auf dem Stadtfriedhof Stöcken

Christian Schrader wurde 1854 geboren.  Er arbeitete als Weber unter anderem in Osnabrück und Bramsche.
Ab 1902 war er Arbeitersekretär in der hannoverschen SPD-Zentrale; bei den Reichstagswahlen 1903, 1907 und 1912 kandidierte er für die SPD.
Nach dem Ersten Weltkrieg wurde Schrader im November 1918 in den Magistrat unter Oberbürgermeister Robert Leinert gewählt. In der Weimarer Republik wirkte er ab 1919 als Regierungsrat, später als Oberregierungsrat der Provinz Hannover. In dieser Funktion war er zugleich Direktor des Arbeitsamtes Hannover.
1930 ging Christian Schrader in den Ruhestand.